# Honour - Valour - Pride
Honour - Valour - Pride è il settimo album in studio del gruppo musicale death metal britannico Bolt Thrower, pubblicato nel 2001 dalla Metal Blade Records.

## Tracce
1. Contact – Wait Out – 5:58
2. Inside the Wire – 4:23
3. Honour – 5:21
4. Suspect Hostile – 4:46
5. 7th Offensive – 6:25
6. Valour – 4:02
7. K-Machine – 4:35
8. A Hollow Truce – 3:19
9. Pride – 6:41
10. Covert Ascension (bonus track) – 4:49

## Formazione
- Dave Ingram - voce
- Gavin Ward - chitarre
- Barry Thompson - chitarre
- Martin Kearns - batteria
- Jo Bench - basso